# Icterus galbula
L'ittero di Baltimora (Icterus galbula Linnaeus, 1758) è un uccello appartenente alla famiglia Icteridae diffuso nel continente americano.

## Descrizione

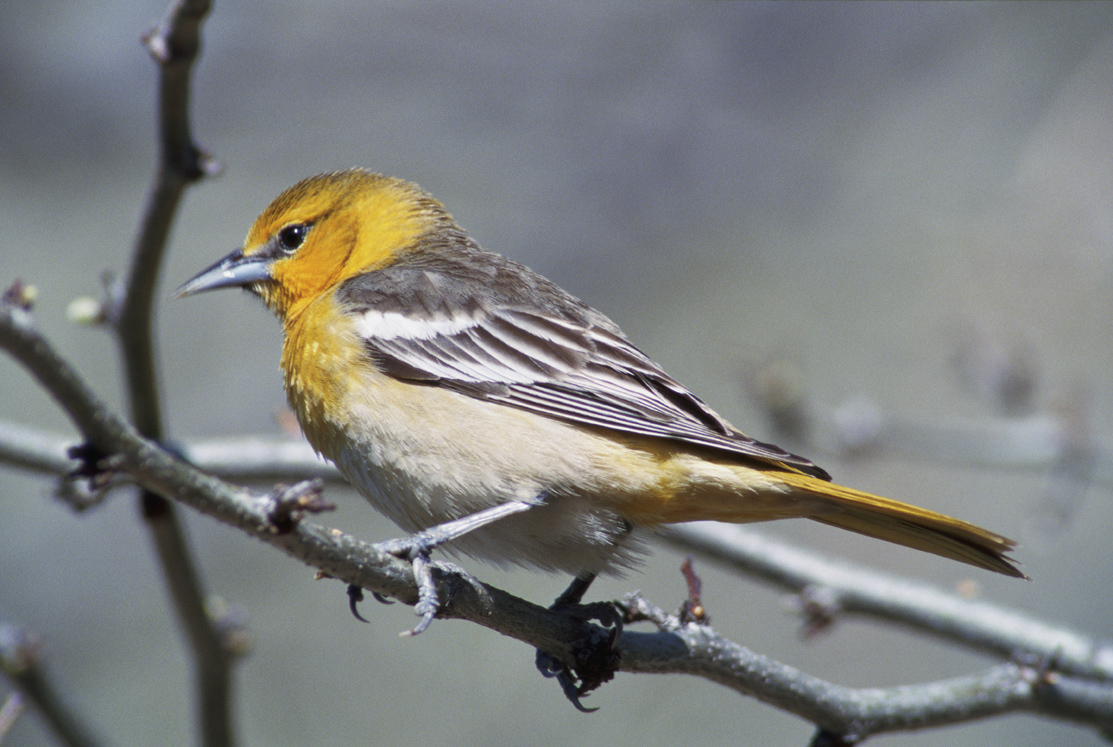
Esemplare femminile di I. galbula

L'ittero di Baltimora misura circa 22 cm di lunghezza e presenta un accentuato dimorfismo sessuale. Il maschio presenta ventre e sottocoda di un acceso colore giallo, testa e dorso neri e ali nere con parti bianche. La femmina ha invece dei colori più smorti.

## Biologia
È un uccello migratore che si nutre prevalentemente di insetti e bacche. Il nido, composto da fibre vegetali, è a forma di sacco appeso al ramo di un albero.

## Distribuzione e habitat
La specie sverna in vari paesi dell'America centro-meridionale e caraibica, tra cui Messico, Venezuela, Colombia, Giamaica e Cuba; nidifica in territori ben più settentrionali tra cui Canada e Stati Uniti nord-orientali. Frequenta una certa varietà di habitat che includono le foreste e le boscaglie aperte.